# Adolfo Doering
Adolfo Doering (* 22. Januar 1848 in Neuwaake bei Göttingen als Adolf Döring; † 19. Februar 1925 in Capilla del Monte, Córdoba) war ein deutsch-argentinischer Chemiker, Geologe und Zoologe. Sein älterer Bruder war Oscar Döring.

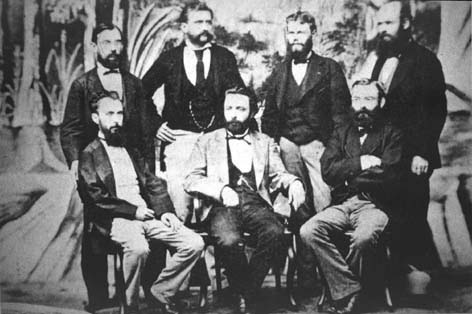
Mitglieder der Argentinischen Akademie der Wissenschaften (1876): Adolf Doering rechts stehend, vor ihm sein Bruder Oscar.

## Leben
Adolfo Doering wurde an der Georg-August-Universität Göttingen promoviert. Er ging 1872 im Gefolge von Hermann Burmeister nach Argentinien und wurde dort zunächst Assistent des Chemikers Hermann Siewert aus Halle. Zwei Jahre später folgte sein Bruder nach Argentinien. 1875 wurde er Titularprofessor für organische Chemie an der Nationalen Universität Córdoba. Von 1892 bis 1916 hatte er auch den Lehrstuhl für Zoologie inne. Als Siewerts Nachfolger wurde er Sekretär der Argentinischen Akademie der Wissenschaften. Er befasste sich mit Mineralwasseranalysen und Analysen der Salze aus Salzbergwerken Argentiniens und unternahm geologische Studien in Patagonien.

## Schriften
- El aire (1876)
- La química del carbono o tratado de química orgánica según las teorías modernas, con aplicación a las artes, industria, medicina y farmacia (1877)
- Informe Oficial de la Comisión Científica Agregada al Estado Mayor General del General Roca (1881)
- La sierra de Choyque Mahuida (1882)
- Zoología (1882)
- Separacion y determinacion cuantitativa del ácido vanádico; Buenos Aires (1883)
- Nota al estudio sobre la constitución geológica del subsuelo en la Cuenca de Córdoba del Dr. Joaquin Frenguelli (1918)